# Petit moka
Le petit moka est un fromage au lait de vache produit à La Réunion.